# Montenegrinischer Fußballpokal 2013/14
Der Montenegrinischer Fußballpokal 2013/14 (Kup Crne Gore) war die achte Austragung des Pokalwettbewerbs im Fußball in Montenegro seit der Unabhängigkeit im Juni 2006. Pokalsieger wurde der FK Lovćen Cetinje, der sich im Finale gegen den FK Mladost Podgorica durchsetzte. Titelverteidiger FK Budućnost Podgorica war im Achtelfinale gegen den FK Dečić Tuzi ausgeschieden, da Mihailo Tomković für Budućnost trotz Sperre spielte.
Durch den Sieg im Finale qualifizierte sich Lovćen für die 1. Qualifikationsrunde der UEFA Europa League 2014/15.

## Modus
In der 1. Runde wurde der Sieger in einem Spiel ermittelt. Stand es nach der regulären Spielzeit von 90 Minuten unentschieden, kam es ohne Verlängerung direkt zum Elfmeterschießen.
Im Achtel-, Viertel- und Halbfinale wurden die Sieger in Hin- und Rückspiel ermittelt. Bei Torgleichheit entschied zunächst die Anzahl der auswärts erzielten Tore, danach ohne Verlängerung ein Elfmeterschießen.
Das Finale wurde dagegen im Falle eines Remis zunächst verlängert und gegebenenfalls durch Elfmeterschießen entschieden.

## Teilnehmende Teams
| Prva Liga (12) | Druga Liga (12) | Treća Liga (6) |
| --- | --- | --- |
| - FK Budućnost Podgorica - FK Čelik Nikšić - FK Dečić Tuzi - FK Grbalj Radanovići - FK Lovćen Cetinje - FK Mladost Podgorica - FK Mogren Budva - FK Mornar Bar - OFK Petrovac - FK Rudar Pljevlja - FK Sutjeska Nikšić - FK Zeta Golubovci | - FK Arsenal Tivat - FK Berane - FK Bokelj Kotor - FK Bratsvo Cijevna - FK Cetinje - FK Ibar Rožaje - FK Igalo 1929 - FK Jedinstvo Bijelo Polje - FK Jezero Plav - FK KOM Podgorica - FK Zora Spuž - FK Zabjelo | - FK Tekstilac Bijelo Polje (Sieger Nord) - FK Brskovo Mojkovac (Finalist Nord) - Crvena Stijena Podgorica (Sieger Zentrum) - FK Ribnica (Finalist Zentrum) - FK Sloga Radovići (Sieger Süd) - FK Hajduk Bar (Finalist Süd) |

## 1. Runde
Die letztjährigen Finalisten FK Budućnost Podgorica und FK Čelik Nikšić erhielten ein Freilos.
| Datum      |                           | Ergebnis        |                          |
| ---------- | ------------------------- | --------------- | ------------------------ |
| 17.09.2013 | OFK Petrovac              | 2:0             | FK Bratsvo Cijevna       |
| 17.09.2013 | FK Cetinje                | 0:2             | FK Grbalj Radanovići     |
| 17.09.2013 | FK Tekstilac Bijelo Polje | 0:2             | FK Mladost Podgorica     |
| 17.09.2013 | FK Sloga Radovići         | 0:1             | Crvena Stijena Podgorica |
| 18.09.2013 | FK Jezero Plav            | 2:1             | FK Sutjeska Nikšić       |
| 18.09.2013 | FK Hajduk Bar             | 0:7             | FK Rudar Pljevlja        |
| 18.09.2013 | FK Brskovo Mojkovac       | 0:3             | FK Mornar Bar            |
| 18.09.2013 | FK Lovćen Cetinje         | 1:0             | FK Zora Spuž             |
| 18.09.2013 | FK Berane                 | 3:3 (2:4 i. E.) | FK Zeta Golubovci        |
| 18.09.2013 | FK Arsenal Tivat          | 0:4             | FK Mogren Budva          |
| 18.09.2013 | FK KOM Podgorica          | 1:1 (1:4 i. E.) | FK Dečić Tuzi            |
| 18.09.2013 | FK Ribnica                | 3:1             | FK Igalo 1929            |
| 18.09.2013 | FK Bokelj Kotor           | 3:0             | FK Ibar Rožaje           |
| 18.09.2013 | FK Jedinstvo Bijelo Polje | 1:1 (2:4 i. E.) | FK Zabjelo               |

## Achtelfinale
| Datum             |                          | Gesamt          |                      | Hinspiel | Rückspiel |
| ----------------- | ------------------------ | --------------- | -------------------- | -------- | --------- |
| 02.10.2013        | FK Budućnost Podgorica   | 0:6             | FK Dečić Tuzi        | 00:3 1   | 00:3 1    |
| 02.10./23.10.2013 | FK Bokelj Kotor          | 0:4             | FK Mogren Budva      | 0:2      | 0:4       |
| 02.10./23.10.2013 | Crvena Stijena Podgorica | 2:9             | FK Lovćen Cetinje    | 2:1      | 0:8       |
| 02.10./23.10.2013 | FK Ribnica               | 2:6             | FK Grbalj Radanovići | 1:1      | 1:3       |
| 02.10./23.10.2013 | FK Zeta Golubovci        | 3:2             | FK Jezero Plav       | 2:0      | 1:2       |
| 02.10./23.10.2013 | FK Mornar Bar            | 2:5             | FK Mladost Podgorica | 2:1      | 0:4       |
| 02.10./23.10.2013 | FK Rudar Pljevlja        | 0:0 (3:4 i. E.) | FK Čelik Nikšić      | 0:0      | 0:0       |
| 02.10./23.10.2013 | FK Zabjelo               | 2:3             | OFK Petrovac         | 1:2      | 1:1       |

## Viertelfinale
| Datum             |                      | Gesamt          |                      | Hinspiel | Rückspiel |
| ----------------- | -------------------- | --------------- | -------------------- | -------- | --------- |
| 06.11./04.12.2013 | FK Mladost Podgorica | 2:2 (4:2 i. E.) | FK Čelik Nikšić      | 1:1      | 1:1       |
| 06.11./04.12.2013 | FK Mogren Budva      | 5:5 (4:3 i. E.) | FK Grbalj Radanovići | 2:3      | 3:2       |
| 06.11./04.12.2013 | OFK Petrovac         | 2:1             | FK Dečić Tuzi        | 2:0      | 0:1       |
| 06.11./04.12.2013 | FK Lovćen Cetinje    | (a)2:2(a)       | FK Zeta Golubovci    | 1:0      | 1:2       |

## Halbfinale
| Datum             |                      | Gesamt |                   | Hinspiel | Rückspiel |
| ----------------- | -------------------- | ------ | ----------------- | -------- | --------- |
| 09.04./30.04.2014 | OFK Petrovac         | 0:3    | FK Lovćen Cetinje | 0:0      | 0:3       |
| 09.04./30.04.2014 | FK Mladost Podgorica | 2:0    | FK Mogren Budva   | 2:0      | 0:0       |

## Finale
| Paarung              | FK Mladost Podgorica – FK Lovćen Cetinje |
| Ergebnis             | 0:1 (0:0) |
| Datum                | 21. Mai 2014 um 20:30 Uhr MESZ |
| Stadion              | Gradski Stadion pod Goricom, Podgorica |
| Zuschauer            | 4.500 |
| Schiedsrichter       | Pavle Radovanović |
| Tore                 | 1:0 Božović (48.) |
| FK Mladost Podgorica | Miloš Dragojević – Radule Živković, Dušan Lagator, Miloš Zečević, Petar Vukčević (65. Ivan Novović) – Stefan Mugoša, Vladimir Savićević (59. Boyan-Olivier Babović), Goran Burzanović, Milan Radulović – Luka Mirković (72. Nikolaev Kolev Dilyan), Risto Lakić Cheftrainer: Radovan Kavaja |
| FK Lovćen Cetinje    | Jovan Perović – Miloš Radunović, Vuk Martinović, Vladan Tatar, Janko Simović – Balša Radović (68. Nikola Draganić), Luka Merdović, Luka Vujanović (46. Dejan Bogdanović), Nenad Brnović – Srđa Kosović, Draško Božović Cheftrainer: Mojaš Radonjić                                          |
| Gelbe Karten         | Burzanović, Mirković, Savićević, Babović, Lakić – Božović, Draganić |